# Ludhewala Waraich
Ludhewala Waraich é uma cidade do Paquistão localizada na província de Punjab.